# Инаугурация Садыра Жапарова
Инаугурация Садыра Нургожоевича Жапарова в качестве Президента Киргизской Республики состоялась 28 января 2021 года, которая ознаменовала начало первого срока Садыра Жапарова на посту президента Кыргызстана. Прошла в Большом зале Киргизской национальной филармонии имени Токтогула Сатылганова.

## Обзор
5 октября 2020 года в Кыргызстане начались акции протестов. Во время продолжающихся беспорядков Садыр Жапаров был освобождён из колонии и 10 октября стал премьер-министром страны. В результате протестов 15 октября президент Кыргызстана Сооронбай Жээнбеков подал в отставку. Вследствие этого Садыр Жапаров в тот же день был назначен исполняющим обязанности президента. Вскоре было объявлено, что досрочные президентские выборы пройдут 10 января 2021 года.
10 января 2021 года в Кыргызстане прошли выборы, а также был проведён конституционный референдум, на котором избирателям предлагалось выбрать форму правления в стране — президентскую или парламентскую. На пост главы государства претендовали 17 кандидатов. За президентскую форму правления проголосовало более 84 % граждан. Явка на выборах составила 39,75 %, на референдуме — 39,12 %.

## Подготовка
21 января 2021 года улицы в центре Бишкека и проспект Чингиза Айтматова перекрыли, чтобы провести репетицию проезда специального кортежа, состоящего из люксового автомобиля главы государства, внедорожников и мотоциклов. Также стало известно, что на инаугурацию было заложено 15 миллионов сомов, но будет потрачено 10 миллионов (хотя часть и этой суммы была сокращена, например, не вывешивались тематические баннеры). Граждане Кыргызстана раскритиковали в социальных сетях как перекрытие дорог, так и расходы на церемонию. 22 января из-за критики Садыр Жапаров объявил, что принял решение отказаться от специального кортежа, банкета и других организационных мероприятий, на которые расходуются большие деньги, попросив провести только обязательные процедуры по вступлению в должность президента. Однако спустя пару часов министерством внутренних дел было объявлено, что кортеж всё-таки будет задействован, но ограничения на проспектах Манаса, Чингиза Айтматова и Чуй не планируются, а движение транспортных средств на главной трассе и перекрёстках будет таким же, как обычно. Только во время проезда кортежа движение остановят на перекрёстках на несколько секунд. К охране порядка были привлечены более 2 500 сотрудников органов внутренних дел.
С 26 января 2021 года на площади Ала-Тоо была организована установка большого экрана для трансляции инаугурации.
Было заявлено, что семья Садыра Жапарова до начала церемонии будет рассажена в зале и избранный президент войдёт в зал один.

## Церемония
Церемония вступления президента в должность состоялась в здании Национальной филармонии имени Токтогула Сатылганова. Были приглашены более тысячи гостей, которые предварительно прошли ПЦР-тестирование на коронавирусную инфекцию. Церемония транслировалась в эфире КТРК и других республиканских каналов, а также на площади Ала-Тоо. Аккредитации журналистов не было в связи с эпидемиологической ситуацией, однако на инаугурацию приглашены руководители ведущих отечественных и зарубежных СМИ.
На церемонию были приглашены экс-президенты Сооронбай Жээнбеков и Роза Отунбаева, а также экс-премьеры и бывшие спикеры парламента. Приглашения были разосланы и некоторым бывшим кандидатам на пост президента, которые участвовали в выборной гонке. На церемонии также присутствовали главы дипломатических миссий и представительств международных организаций. В связи с пандемией коронавируса в целях безопасности приезд глав зарубежных государств не ожидался (были приглашены президент Турции Реджеп Эрдоган и первый президент Казахстана Нурсултан Назарбаев и лидеры других стран). Также были приглашены депутаты Жогорку Кенеша, но им было запрещено приезжать на собственных автомобилях.
Инаугурация началась в 10:45 и длилась чуть больше часа. Однако в приглашениях, которые были отправлены гостям, было написано, что «начало церемонии в 10:00». Это объяснялось тем, что «гости должны успеть занять свои места в филармонии».
Официальная часть мероприятия началась в 11:00. Тогда Садыр Жапаров прибыл в здание Национальной филармонии, где уже собрались общественные деятели, бывшие и действующие чиновники, представители разных стран, международных организаций, СМИ и другие граждане. Избранного президента перед зданием филармонии встретил командующий Национальной гвардии Кыргызстана. Во время прохода прозвучали из эпоса «Манас» в сопровождении музыки. После этого С. Жапаров остановился у памятника Манасу и затем вошёл в здание.
Садыр Жапаров принёс присягу на Конституции и официально вступил в должность президента, затем председатель ЦИК Кыргызстана Нуржан Шайлдабекова, сообщила, что, согласно итогам выборов, Садыр Жапаров признан новым главой государства — он набрал более 79,2 % голосов избирателей, выдала удостоверение, нагрудный знак и штандарт. После этого Садыр Жапаров произнёс первую речь на посту главы государства.
В ходе мероприятия специальный представитель первого президента Казахстана Нурсултана Назарбаева Жансеит Туймебаев зачитал приветственное послание Жапарова, также приветствие от председателя Европейского совета Шарля Мишеля озвучил специальный представитель Европейского союза по Центральной Азии посол Петер Буриан. Далее Герой Социалистического Труда СССР, Герой Кыргызстана, Народный художник СССР Тургунбай Садыков благословил Садыра Жапарова и пожелал ему успешной государственной деятельности.
После церемонии Садыр Жапаров вышел из филармонии и затем в качестве Главнокомандующего Вооружёнными силами Киргизской Республики принял парад военнослужащих Национальной гвардии. В это время была использована артиллерийская техника.
По завершении парада, президент Садыр Жапаров прибыл в Дом правительства (обычно президент Кыргызстана работает в Белом доме (здание Жогорку Кенеша), но во время октябрьских событий в 2020 году там произошёл пожар), где в сопровождении торага Жогорку Кенеша Таланта Мамытова прошёл в свой рабочий кабинет.